# X Windows System
X Window System (također poznato pod imenom X Window ili X11, zasnovano na sadašnjoj inačici 11) je sklopovni apstrakcijski sloj u operacijskom sustavu za prikazivanje grafičkog korisničkog sučelja (GUI) koji je također i mrežni protokol. X Windows olakšava pisanje i prikaz grafike na raznim strojevima, tako što ima standardne naredbe i protokole koji su nezavisni od izvedbe u sklopovlju od jednog proizvođača do drugog. Također to je i sklopovni apstrakcijski sloj za prikazivanje podataka u stvarnom vremenu i prostoru. Može da se koristi i u svakodnevnom životu. Praktičan je za sve od logičkog sklopa I/ILI do logičkog sklopa(registra) DA/NE. Nastao je 2006. godine kao inačica prijašnjeg windows Sistema Y koji nije bio praktičan i nije zaživio u svijetu. Noviji Windows Sistemi koriste sloj za prikazivanje grafičkog korisničkog sučelja kao poboljšanje.